# Campionats del món de ciclisme en ruta de 1977
Els Campionats del món de ciclisme en ruta de 1977 es disputaren del 22 al 27 d'agost de 1977 a San Cristóbal, Veneçuela.

## Resultats
| Proves :                            | Or                                                                                      | Or         | Argent                                                                    | Argent   | Bronze                                                                          | Bronze   |
| Masculines                          |                                                                                         |            |                                                                           |          |                                                                                 |          |
| Cursa en línia masculina detalls    | Francesco Moser · Itàlia                                                                | 6h 36' 24" | Dietrich Thurau · RFA                                                     | m. t.    | Franco Bitossi · Itàlia                                                         | + 1' 19" |
| Cursa en línia masculina amateur    | Claudio Corti · Itàlia                                                                  | 4h 21' 15" | Sergueï Morozov · Unió Soviètica                                          | m. t.    | Salvatore Maccali · Itàlia                                                      | + 6"     |
| Contrarellotge per equips masculins | Unió Soviètica · Valery Chaplygin · Aavo Pikkuus · Vladimir Kaminski · Anatoli Chukanov | 2h 10' 39" | Itàlia · Mirko Bernardi · Mauro De Pellegrin · Vito Da Ros · Dino Porrini | + 2' 28" | Polònia · Tadeusz Mytnik · Mieczyslaw Nowicki · Stanisław Szozda · Czesław Lang | + 2' 50" |
| Femenines                           |                                                                                         |            |                                                                           |          |                                                                                 |          |
| Cursa en línia femenina detalls     | Josiane Bost · França                                                                   | 1h 22' 41" | Connie Carpenter · Estats Units                                           | + 1' 48" | Minnie Brinkhof · Països Baixos                                                 | m. t.    |

## Medaller
| Posició | País           | Or | Plata | Bronze | Total |
| 1       | Itàlia         | 2  | 1     | 2      | 5     |
| 2       | Unió Soviètica | 1  | 1     | 0      | 2     |
| 3       | França         | 1  | 0     | 0      | 1     |
| 4       | RFA            | 0  | 1     | 0      | 1     |
| 4       | Estats Units   | 0  | 1     | 0      | 1     |
| 6       | Països Baixos  | 0  | 0     | 1      | 1     |
| 6       | Polònia        | 0  | 0     | 1      | 1     |
| Total   | Total          | 4  | 4     | 4      | 12    |